# Porozumienia w Aruszy (1993)
Porozumienia w Aruszy (Arusha Accords lub Arusha Peace Agreement) – pięć porozumień lub protokołów zawartych 4 sierpnia 1993 w Aruszy w Tanzanii pomiędzy zdominowanym przez Hutu rządem Rwandy, któremu przewodził prezydent Juvénal Habyarimana, a kontrolowaną przez Tutsi partyzantką Rwandyjskiego Frontu Patriotycznego. Zmierzały one do zakończenia trzyletniej wojny domowej w Rwandzie (1990-1994).
Mediacje w Aruszy zostały zorganizowane przez USA, Francję i Organizację Jedności Afrykańskiej. Rozmowy rozpoczęły się 12 lipca 1992 i zakończyły 24 czerwca 1993.
Na mocy porozumień powołano rząd tymczasowy i wynegocjowano warunki, jakie uznano za konieczne dla utrzymania pokoju: porządek prawny, repatriację uchodźców i połączenie armii rządowej z rebeliancką. 
Ustalenia te nigdy nie zostały w całości wypełnione.